# Canton de Satillieu
Le canton de Satillieu est une ancienne division administrative française située dans le département de l'Ardèche et la région Rhône-Alpes.

## Géographie
Ce canton était organisé autour de Satillieu dans l'arrondissement de Tournon-sur-Rhône. Son altitude variait de 147 m (Ardoix) à 1 325 m (Saint-Pierre-sur-Doux) pour une altitude moyenne de 574 m.

## Représentation

### Conseillers généraux de 1833 à 2015
| Période | Période          | Identité                                            | Étiquette           | Qualité |
| ------- | ---------------- | --------------------------------------------------- | ------------------- | --- |
| 1833    | 1851 (décès)     | Marquis Jean-Baptiste de Lestrange (1779-1851)      |                     | Propriétaire, maire de Saint-Alban-d'Ay |
| 1851    | 1852             | Gabriel Veyre de Soras (1799-1873)                  |                     | Ancien garde du corps de Monsieur, propriétaire du château de La Lombardière à Davézieux |
| 1852    | 1855             | Comte Charles de Lestrange (1812-1900)              |                     | Propriétaire, maire de Saint-Alban-d'Ay (1843-1896), conseiller d'arrondissement |
| 1855    | 1864 (décès)     | Comte Jean-Gabriel de Boissy d'Anglas               | Majorité dynastique | Ancien intendant de la Première Division Militaire Membre du Corps législatif Maire de Quintenas Député (1928-1948, 1852-1864) Ancien conseiller général du canton de Vernoux-en-Vivarais                                           |
| 1864    | 1870             | Gaston Fournat de Brézenaud (1816-1878)             |                     | Propriétaire Maire de Quintenas |
| 1871    | 1886             | Firmin Buisson                                      | Conservateur        | Propriétaire et officier Maire de Saint-Alban-d'Ay |
| 1886    | 1907 (décès)     | Charles Vachon de Lestra (1837-1907)                | Conservateur        | Propriétaire, ancien officier des mobiles Maire de Saint-Alban-d'Ay |
| 1908    | 1909 (démission) | Joseph Boutaud (1862-1949)                          | Conservateur        | Industriel, directeur des tissages de Charmard, maire d'Ardoix, conseiller d'arrondissement |
| 1910    | 1920             | Marquis Audouin de Romanet de Lestrange (1848-1927) | Conservateur        | Propriétaire Maire de Saint-Alban-d'Ay |
| 1920    | 1940             | Emile Glaizal (1890-1950)                           | URD                 | Industriel (société des tissages et soieries réunies), Maire de Satillieu Nommé membre de la Commission administrative départementale en 1941 Nommé conseiller départemental en 1942 Président du Conseil départemental (1942-1945) |
|         |                  |                                                     |                     | |
| 1945    | 1964             | Raoul Tracol                                        | MRP puis PPUS       | Huissier Maire de Satillieu (1945-1965) Député (1951-1955) |
| 1964    | 1975 (décès)     | Jean de Missolz (1897-1975)                         | CD                  | Directeur industriel Maire de Saint-Alban-d'Ay Suppléant du député Louis Roche-Defrance (1967-1968) |
| 1975    | 1982             | Frédéric Bertrand                                   | RI puis UDF         | Exploitant agricole Maire de Saint-Romain-d'Ay |
| 1982    | 2015             | Pierre Giraud                                       | DVD                 | Directeur OPHLM d'Annonay (retraité) Maire de Satillieu (1977-2015) |

### Conseillers d'arrondissement (de 1833 à 1940)
| Période                                  | Période | Identité                                       | Étiquette                | Qualité |
| ---------------------------------------- | ------- | ---------------------------------------------- | ------------------------ | --- |
| 1833                                     | 1839    | M. Guironnet                                   |                          | Propriétaire à Satillieu                                                                                    |
| 1839                                     | 1852    | Comte Charles de Lestrange                     |                          | Propriétaire à Saint-Alban-d'Ay                                                                             |
|                                          |         |                                                |                          | |
| 1895                                     | 1901    | Prosper Larzallier                             | Républicain Opportuniste | Propriétaire, maire de Saint-Symphorien-de-Mahun                                                            |
| 1901                                     | 1908    | Joseph Boutaud                                 | Libéral                  | Industriel, maire d'Ardoix                                                                                  |
| 1908                                     | 1911    | M. de L'Hermuzière                             |                          | Notaire à Satillieu                                                                                         |
| 1911                                     | 1913    | M. Chaix                                       | Libéral                  | Maire de Lalouvesc                                                                                          |
| 1913                                     | 1931    | Amable de Saulieu de La Chomonerie (1872-1958) | Droite                   | Maire de Saint-Romain-d'Ay                                                                                  |
| 1931                                     | 1937    | M. Boutaud                                     |                          | |
| 1937                                     | 1940    | Régis Moniouloux                               | PSF                      | Maire de Préaux                                                                                             |
| 1940                                     |         |                                                |                          | Les conseils d'arrondissement ont été suspendus par la loi du 12 octobre 1940 et n'ont jamais été réactivés |
| Les données manquantes sont à compléter. |         |                                                |                          | |

## Composition
Le canton de Satillieu regroupait dix communes. 
| Nom                       | Code Insee | Intercommunalité       | Superficie (km2) | Population (dernière pop. légale) | Densité (hab./km2) |
| ------------------------- | ---------- | ---------------------- | ---------------- | --------------------------------- | ------------------ |
| Satillieu (chef-lieu)     | 07309      | CC du Val d'Ay         | 32,82            | 1 595 (2014)                      | 49                 |
| Ardoix                    | 07013      | CA Annonay Rhône Agglo | 12,15            | 1 189 (2014)                      | 98                 |
| Lalouvesc                 | 07128      | CC du Val d'Ay         | 10,53            | 411 (2014)                        | 39                 |
| Préaux                    | 07185      | CC du Val d'Ay         | 22,33            | 670 (2014)                        | 30                 |
| Quintenas                 | 07188      | CA Annonay Rhône Agglo | 14,00            | 1 523 (2014)                      | 109                |
| Saint-Alban-d'Ay          | 07205      | CC du Val d'Ay         | 23,73            | 1 316 (2014)                      | 55                 |
| Saint-Jeure-d'Ay          | 07250      | CC du Val d'Ay         | 6,90             | 479 (2014)                        | 69                 |
| Saint-Pierre-sur-Doux     | 07285      | CC du Val d'Ay         | 21,19            | 107 (2014)                        | 5                  |
| Saint-Romain-d'Ay         | 07292      | CC du Val d'Ay         | 9,36             | 1 134 (2014)                      | 121                |
| Saint-Symphorien-de-Mahun | 07299      | CC du Val d'Ay         | 19,32            | 135 (2014)                        | 7                  |

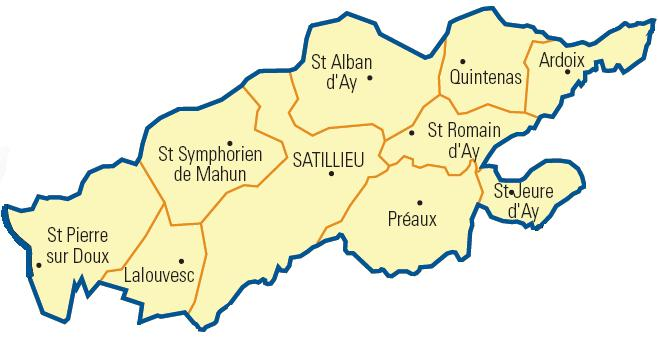
Carte du canton

## Démographie
| 1962  | 1968  | 1975  | 1982  | 1990  | 1999  | 2006  | 2011  | 2012  |
| ----- | ----- | ----- | ----- | ----- | ----- | ----- | ----- | ----- |
| 6 684 | 6 463 | 6 427 | 6 761 | 7 100 | 7 122 | 7 839 | 8 330 | 8 396 |